# Eötvös Loránd-díj

Az Eötvös Loránd-díj emlékplakettje (Csíkszentmihályi Róbert alkotása)

Az Eötvös Loránd-díjat eredetileg a Minisztertanács 1973-ban alapította Budapesten az 1016/1973 (VI. 2.) minisztertanácsi határozatával. A díj a kiemelkedő ipari, mezőgazdasági és közlekedési alkotó, irányító, szervező tevékenység elismerésére szolgált. Évente (április 4-e alkalmából) 35 díj volt kiadható.
1991-ben az akkori ipari és kereskedelmi miniszter a 24/1991 (VIII. 23.) rendeletével újraalapította a díjat. A díj a kiemelkedő ipari alkotó, irányító, szervező tevékenység elismerésére szolgál. Évente 25 díj adható, átadására a Magyar Műszaki Értelmiség Napja alkalmából kerül sor. A díjjal járó pénzjutalom összege a kifizetéskor érvényben lévő köztisztviselői illetményalap négyszeresének felel meg.

## A díj leírása
A díj egy 66 mm átmérőjű, kerek bronzérem. Előlapján Eötvös Loránd domborművű mellképe, és "EÖTVÖS LORÁND DÍJ" felirat látható. Csíkszentmihályi Róbert alkotása.